# Fisica o chimica
Fisica o chimica (Física o Química) è una serie televisiva spagnola prodotta dalla Ida y Vuelta Producciones e trasmessa in Spagna sul canale Antena 3 dal 4 febbraio 2008, mentre in Italia ha debuttato il 4 settembre 2010 sul canale Rai 4. La serie, che ruota attorno alle vite dei giovani professori e studenti dello "Zurbarán", un liceo privato di Madrid, ha vinto il Premio Ondas 2009 per la miglior serie spagnola.

## Trama

### Prima stagione
La serie segue le vite di alunni e professori all'interno dell'istituto superiore Zurbarán di Madrid. Inizia un nuovo anno scolastico con tante novità, a partire dal corpo insegnanti. Oltre a Clara Yanez e Adolfo Madrona, responsabili della direzione, Olimpia Díaz, docente di inglese, e Félix Alonso, professore di musica, si aggiungono Blanca Román, Irene Calvo, Rocco Madrona e Jonathan, per ricoprire, rispettivamente, le cattedre di letteratura, filosofia, arte ed educazione fisica. Tra gli studenti l'idealista Cova Ariste e il popolare Julio de la Torre; e ancora Fer Redondo, Yoli Freire, i fratelli Isaac e Paula Blasco e il timido Jan Taeming; infine Gorka Martínez, César Cabano e Ruth Gomez. Rubén, fratello di Julio, a causa della morte di un suo amico dopo una serata brava, si suicida, gettando la classe nello sconforto. Isaac e Irene fanno l'amore, e, il primo giorno di scuola, scoprono di essere alunno e insegnante della stessa classe. Fer non riesce ad accettare la sua omosessualità, ma trova conforto in Cova e Julio, dei quali diventa grande amico. I genitori di Ruth muoiono tragicamente, e la ragazza va a vivere da Clara; s'infatua di Gorka, ma la loro relazione dura poco tempo. Jan, dopo mille ostacoli, riesce ad avere una storia con Paula. Tra Félix e Olimpia, sposati da tempo, le cose non vanno per il verso giusto. Olimpia, tradendo il marito con Rocco, decide di porre fine al suo matrimonio. Jonathan si trasferisce in Messico, lasciando il lavoro e la collega Blanca. Quest'ultima trova conforto in Mario, ex di Irene, con il quale mantiene un breve rapporto sessuale. Durante un bagno in piscina con gli amici, Ruth va in coma per un'overdose, in seguito ad una sniffata offertale da Gorka.

### Seconda stagione
Ruth esce dal coma, ma Gorka si sente ugualmente in colpa. Al liceo Zurbarán è assunto un nuovo professore di arte drammatica, Miguel Belaza, che riesce a sbloccare Blanca e a farle riscoprire l'amore. Anche Irene è attratta da Miguel e tra le due incomincia a nascere qualche piccolo attrito per questa ragione. Olimpia è incinta, o di Rocco o di Félix. Stanco della situazione venutasi a creare, Félix lascia la città. Leonor, ex di Rocco, si fa viva con Alba, figlia di entrambi. La donna è sorpresa nell'atto di assumere psicofarmaci, e così, con l'aiuto di Adolfo, Rocco cerca, anche se invano, di toglierle l'affidamento della piccola. Fer conosce Hugo, con cui si fidanza, ma la relazione non dura molto. Ruth e Cabano si innamorano l'uno dell'altra, e Gorka va su tutte le furie. Molto presto la ragazza ritornerà con Gorka, tuttavia non perderà l'occasione di stare con César. Jan è costretto a sposare Xiao-Mei, cosa che a Paula non va per niente giù. Yoli è stuprata da Oliver, compagno di classe, ma riesce a superare il trauma grazie all'amicizia di Paula e Cova e al supporto di Isaac e Irene. Clara perde il posto di preside, in seguito a una votazione svoltasi dopo una vicenda legata alla distribuzione di profilattici. Inoltre è coinvolta in uno scandalo riguardante siti porno, ma Ruth riesce a tirarla fuori. Olimpia, grazie all'aiuto di Marga, rappresentante dei genitori, riesce a essere eletta nuova preside. Julio e Cova sono in crisi, mentre Fer passa una notte con Carlos. In seguito ad un incidente in quad, causato da Cabano, Isaac muore, lasciando la madre Loli, Paula, Irene e Yoli nella più cupa disperazione. Julio incomincia ad andare in palestra dove fa amicizia con Rodrigo, che poi scoprirà essere un neo-nazista. Jan e Miguel sono prossimi alla partenza.

### Terza stagione
Miguel e Jan sono partiti, Julio inizia a frequentare un gruppo di ragazzi neonazisti capeggiato da Rodrigo, e si fidanza con sua sorella Lucia. Ciò complica le cose con Fer e con Cova, che lascia Madrid. Per colpa di Lucia Julio aggredisce Clara e viene allontanato dalla scuola, ma i neonazisti minacceranno Clara che è scioccata dalle minacce dei ragazzi. Olimpia si ritroverà a dover partorire in macchina con l'assistenza di Gorka; nell'istituto entrano i nuovi studenti Quino (che verrà picchiato dai nazisti e darà la colpa a Julio), Alma e Violetta (quest'ultima è nipote di Irene e si vergogna del suo corpo). Blanca dà lezioni private a Berto, fratello di Yoli, che ha deciso di prendere il diploma. Olimpia viene cacciata dalla presidenza a causa di Martìn, azionista del liceo, che prende il suo posto. Julio viene pestato a sangue dalla sua banda, colpevole di aver evitato che Fer venisse picchiato per via della sua omosessualità. Paula è in crisi con Cabano dopo aver scoperto il suo ruolo nella morte del fratello, mentre viene fuori che il figlio di Olimpia (che sembra mostrare i sintomi della D.p-p) è di Felix. Alma sembra comportarsi in modo strano e dice molte bugie, Quino si fidanza con Yoli, ma ha promesso di rimanere vergine fino al matrimonio, testimone anche il suo anello della castità.
Fer e David, un amico di Julio, iniziano una storia d'amore, ma la strada non è semplice e gli intoppi sono molti: dapprima la paura di David della propria omosessualità, la storia fra David e Ruth, e poi Gorka, che per riavere la ragazza ricatta David, perché la tratti male e la umilii, minacciando di mostrare una sua foto di un bacio con Fer.
Cabano mette un video sulla scuola virtuale, dove si vede il suo avatar, quello di Paula e quello di Alma mentre hanno un rapporto sessuale tutti e tre insieme sotto la doccia. All'inizio Paula pensa sia stata Alma, ma alla fine il ragazzo confessa la verità alla ragazza che lo lascia in malo modo.
Dopo aver messo da parte paura e orgoglio, Julio si fidanza con Violetta. Clara si sente male per quello che è successo con i nazisti e fa un guaio dopo l'altro facendo addirittura cadere il figlio di Olimpia, che lo scoprirà grazie a Ruth. Erica, una ex amica di Alma, torna per distruggere la vita sociale della ragazza (si scopre che le due ragazze hanno avuto una relazione in passato e che poi per colpa di Erica è morta annegata un'altra sua amica, Elena), arrivando addirittura a dare fuoco alla scuola chiudendo in bagno, che è in fiamme, Alma e Paula. Solo grazie all'intervento di Fer, David e alcuni professori, le ragazze se la caveranno. Dopo l'incendio David riesce a superare la paura della propria omosessualità e bacia Fer davanti a quasi tutto l'istituto. La serie si conclude con Ruth in un centro per bulimiche che cerca di tagliarsi le vene, ma viene salvata da Cabano che dice di amarla. Blanca riceve due proposte di matrimonio una da parte di Berto, l'altra da parte di Martìn, decidendo di accettare quella di Martìn. Irene ha baciato Cabano, ma fortunatamente la storia verrà insabbiata, intanto è fidanzata con Thomas, e Yoli lascia Quino a causa delle loro differenze inconciliabili.

### Quarta stagione
Julio si innamora di Yoli ma a quanto pare la ragazza non ricambia questo sentimento, il ragazzo si accorgerà poi di provare qualcosa per Violetta anche se non capisce se sia amore o grande amicizia, copulerà con lei ma verranno sorpresi dalla madre della ragazza che deciderà allora di tornare con lei al loro paese natale. Ruth sta con Cabano (che ha un cancro) Paula e Gorka arrabbiati per la storia tra i due finiscono per avere un rapporto sessuale e la ragazza rimarrà incinta, dapprima Gorka non vuole aver niente a che fare col bambino ma successivamente, curando il bambino di Olimpia, si rende conto di quanto ama suo figlio e dice a Paula di voler essere un buon padre, la ragazza inizialmente contraria accetterà per il bene del bambino. Blanca facendo affidamento alla sua parte razionale ha accettato la proposta di matrimonio di Martín, cercando di reprimere la passione che prova per Berto, ma successivamente ci sarà un bacio con Berto che farà sì che Martin abbia dei ripensamenti sul matrimonio. Alla fine Martin lascia Blanca sull'altare che decide di andare a New York da sola.
Thomas e Irene si sono sposati a Las Vegas così lui si trasferisce a casa di Blanca e di Irene, quest'ultima sembra, però, essere restia all'idea di vivere come "sposini" e vuole che siano una coppia aperta. Thomas pur non essendo d'accordo accetta, ma quando Irene si accorge di amarlo(dopo aver fatto sesso con un altro) è troppo tardi perché lui la lascia e si mette con un'altra ma la relazione dura poco. Rocco durante l'estate ha fatto un ritratto ad Alma che sembra essersi innamorata di lui e dopo una serie di liti con Alma che cerca di farlo licenziare in modo che i due si possano frequentare, stanco di essere incolpato di avere una relazione con Alma decide di lasciare la scuola e finalmente i due vanno a letto insieme! Alma si stancherà ben presto di Rocco e comincerà a provare qualcosa per Quino con cui finisce per copulare, il ragazzo però non è innamorato di Alma, mentre lei si rende conto di provare qualcosa di intenso per lui e cerca in tutti i modi di fare in modo che il ragazzo la veda più che un'amica. David decide di dire ai propri genitori di essere gay.
La madre di David, Eva, trova una foto dove il figlio bacia Fer, presa dal panico va a scuola dove David mentendo dice che era solo uno scherzo e finge che Yoli sia la sua ragazza. Il padre di David copula con Olimpia fingendo che la storia con sua moglie sia finita, David decide di dire la verità ai genitori. Eva, non contenta della decisione del figlio, vuole fargli cambiare scuola per allontanarlo da Fer, ma fortunatamente l'idea verrà messa da parte. David dovrà comunque andare da una psicologo che dice di poter curare l'omosessualità. Fer, per evitarlo, inizia a ricattare il padre dicendogli che se non lascia in pace David dirà alla moglie e al figlio che è andato a letto con Olimpia.
Paula scopre che Gorka ha detto a sua madre che diventerà padre, la madre del giovane ragazzo decide di parlare con la mamma di Paula, che ignara della situazione rimane sbalordita, ma comunque chiede a Paula di interrompere la gravidanza, solo dopo le parole di Gorka, la madre cambierà opinione.
Gorka è cambiato! Questo fa sì che Paula se ne innamori, al punto di pensare che possa essere l'uomo della sua vita. Ruth è gelosa di Andrea, una ragazza con il cancro che Cabano ha conosciuto durante la chemioterapia, litiga con lui e lo lascia. Gorka cerca di fare di tutto per farli tornare insieme perché si è reso conto dell'importanza dell'amicizia, Paula però continua a essere gelosa di Gorka e di Ruth, malgrado fra loro non ci sia niente. Allo Zurbaran arriva un nuovo professore di ginnastica, Vincente Vaquero, che si trasferisce a casa di Blanca e Irene, cercando di attirare le attenzioni di quest'ultima poiché innamorato di lei. Alla fine Martin lascia Blanca sull'altare che decide di andare a New York da sola.
David si fa perdonare da Fer per la storia di Marcos, che però investe Paula. Alla fine tutto si sistemerà anche se Gorka picchierà in malo modo Marcos per non essersi fermato dopo aver investito la giovane.

### Quinta stagione
La stagione inizia con una grande festa, organizzata da Alvaro, a cui parteciperà tutto lo Zurbaran, compreso Gorka, dato che Paula gli ha permesso di andarci. Alla festa Gorka fa la conoscenza di una ragazza di nome Teresa. Fer è infastidito dalle attenzioni che David dedica a un ragazzo, ma si rivela una svista visto che i due stavano organizzando un regalo per Fer, dopo una breve litigata Fer va via ubriaco con Yoli, i due finiscono per avere un rapporto sessuale. Teresa, Gorka e Julio vengono drogati, inizialmente non si sa da chi, Teresa finisce per avere un rapporto sessuale, inizialmente si pensa che sia Gorka l'artefice di tutto, ma più avanti si scoprirà che non è così. Gorka, pur sentendosi in colpa, va via, lasciando ai suoi amici un messaggio di addio; nessuno sa dove il ragazzo sia diretto, si scoprirà poi che alloggerà ospite a casa di Cova. Olimpia e Martin si sono fidanzati poco dopo il matrimonio annullato con Blanca. Yoli rivela a Julio che il padre di quest'ultimo l'ha ricattata per avere un rapporto sessuale con lei, lei lo fa per salvare il fratello, Berto, che viene incolpato del coma etilico di Quino nella stagione precedente, e disperata lascia Julio.
David scopre che il fidanzato lo ha tradito con Yoli e lo lascia, anche perché si sentiva attratto dal nuovo consulente per il futuro dei ragazzi, Jorge. I due inizieranno a frequentarsi ma la storia finirà presto perché Jorge prenderà il posto di Rocco, che dovrà andare a Londra per la figlia. Alma è messa in disparte dai suoi compagni, che la credono responsabile dell'allontanamento di Quino; alla fine aiutando Paula e Teresa torneranno amiche e inizierà una sofferente storia d'amore con Alvaro.
Blanca e Irene hanno lasciato lo Zurbaran, per due motivi diversi: Blanca perché non riusciva a vedere Martìn al lavoro, e allora va a New York da sola, e Irene per convalidare il matrimonio di Las Vegas con Thomas. Al loro posto subentrano Marina, malata di HIV, e Veronica, che si rivela la mamma di Teresa e inizierà un rapporto di coppia aperta sia con Vaquero sia con Berto.
Yoli e Fer decidono di provare a mettersi insieme, ma la storia tramonterà immediatamente perché Fer è ancora innamorato di David che sembrà però essere interessato solo a Jorge.
Clara decide di "adottare" un ragazzo da una casa famiglia, Romàn che si rivelerà uno spacciatore ma in "buona fede": i soldi che ricavava dallo spaccio servivano per aiutare i fratelli che abitano col nonno molto anziano; lui fa questo perché non vuole facciano la sua stessa fine, e si innamorerà di Ruth e alla fine i due si scambieranno un bacio. Ma la ragazza sta ancora con Cabano, che però decide di seguire la strada del calciatore e va in Inghilterra, lasciando la ragazza e dicendole che l'aspetterà.
Teresa scopre che a drogarla è stato Alvaro. Alma, cercando di mantenere la quiete, decide di parlargli prima da sola e poi con i professori, alla fine i due si lasceranno a malincuore per entrambi. Teresa scopre che alla festa ha fatto sesso con Julio, drogato anch'egli da Alvaro.
Quando a Paula si rompono le acque lei corre in ospedale, ma decide di aspettare Gorka per partorire. Una vecchia amica torna in città per aiutare Paula nel diventare madre: Cova.
Proprio mentre la ragazza è allo stremo delle forze, arriva Gorka, che con un ultimo bacio la manda in sala parto. Si avranno poi alcune complicazioni per il piccolo Isaac, che si dimostrano solo un grande spavento.
Arriva una nuova alunna, Daniela, che si scopre essere la sorella di Vaquero. Per uno sbaglio di Alma, però, tutti credono che sia sieropositiva e la prendono in giro, ma Marina rivela di essere lei la malata. Per questo rischia di essere licenziata, ma grazie a Daniela e altri ragazzi riesce a rimanere (anche se con effetti negativi che si vedranno nelle stagioni successive).
La stagione si conclude con: David deluso dalla "non relazione" con Jorge; Fer ancora innamorato di David ma con Yoli al suo fianco e Cabano che parte; il padre di Teresa porta via la figlia dalla città dopo aver scoperto l'esistenza del triangolo in cui Veronica è coinvolta, lasciando quest'ultima in lacrime; infine Martin e Olimpia, dopo un breve litigio per un figlio avuto con una spogliarellista, torneranno insieme.

### Sesta stagione
Poco tempo dopo la madre di Roman riappare improvvisamente nella sua vita, ma la speranza non è esattamente la parola che definisca i sentimenti del ragazzo a una tale riunione. Senza volerlo, Clara sarà coinvolta nella difficile situazione. L'arrivo di Ricardo, poi, la convincerà a trasferirsi definitivamente in Argentina, per stare con lui. La festa in costume che ha organizzato Ruth è servita a portare alcuni ragazzi, ma anche per allontanare altri dopo aver scoperto sorprese inaspettate, come dopo capita a David dopo aver incontrato Borja, il fidanzato di Fer. Nel frattempo, la padrona di casa sta ora affrontando un periodo difficile dopo la decisione triste presa dopo la festa.
Paula adotterà misure drastiche per dimostrare a tutti che si interessa al suo bambino, ma la maggior parte dei suoi amici e insegnanti si preoccupano considerando certi comportamenti non idonei. La relazione tra Berto, Vaquero e Veronica si sta mettendo in pericolo per la presenza di Luigi, il padre di Teresa, e quello che viene colpito è Berto, e che a volte sente un po' messo da parte. Il trio si scioglie definitivamente quando Berto deciderà di lasciare la città, e la presenza in seguito di Jorge romperà la coppia Vicente-Veronica. Julio si interroga sul dovere andare a Londra con la madre, mentre la sua stretta amicizia con Cova è in ripresa anche se sembrava da tempo dimenticata. I due, comunque, decideranno di partire insieme. A Martin si presenta una nuova attività extrascolastica per aiutare la crisi economica dello Zurbarán. Le cose con Olimpia, comunque, non vanno affatto bene, e alla fine si lasceranno, mentre quest'ultima avrà un rapporto "affettuoso" con Vicente. Roman si metterà insieme a Yoli, ma la loro storia finirà a causa dell'amore che Roman prova per Ruth, con cui si fidanzerà in seguito. Lo Zurbaràn accoglie due nuovi studenti, Jon, ragazzo invalido costretto a rimanere sulla sedia a rotelle a vita, e Salva, un ragazzo timido amante dei fumetti. Quest'ultimo verrà creduto gay dagli altri a causa di un malinteso avvenuto con Fer. Daniela, vedendo in lui una potenziale "amica", ci stringe amicizia e in seguito anche con Jon, che intanto aveva chiesto aiuto a Salva per fare in modo che lui e Daniela si mettessero insieme. Alvaro è disposto a farsi perdonare da tutti per quello che ha combinato nella stagione scorsa, soprattutto con Teresa, e dopo dei iniziali rifiuti e l'iniziale cotta per Jorge da parte di quest'ultima, i due si metteranno insieme, preoccupando sia Veronica che Alma, che faranno di tutto per impedire il rapporto tra i due. Marina intanto avrà una storia con Arturo, nuovo consulente medico e prof di Biologia dell'istituto. La loro storia diverrà più complicata da quando Marina rivelerà all'uomo la sua malattia, ma alla fine tutto si risolverà e i due staranno insieme. Paula inizierà a frequentare il nuovo bibliotecario della scuola, Diego, ma il reincontro inaspettato con Gorka la metterà in crisi. David invece passerà un brutto periodo iniziale, causato dalla sua depressione e dal suo falso allarme dovuto a una potenziale malattia venerea. In seguito, farà di tutto per rimettersi insieme a Fer, e quest'ultimo, pur essendo ancora innamorato di lui, deciderà di accettare la proposta di matrimonio da parte di Borja. David, sconvolto, tenterà il suicidio, ma l'intervento di Jorge gli farà cambiare idea. Interverrà poi durante il matrimonio, confessando per l'ultima volta il suo amore verso Fer, che confuso fuggirà dalla chiesa. I due alla fine torneranno insieme, baciandosi prima sotto la pioggia e poi davanti a tutti gli altri. La stagione si conclude poi con: Ruth che partirà per Barcellona; Paula che, dopo tanti ripensamenti, partirà via insieme a Gorka; Teresa che lascerà Alvaro a causa delle continue effusioni che scambiava con Alma, ancora innamorata di lui; Jorge che se ne andrà lasciando Veronica sola; Vicente con una nuova avventura insieme a Olimpia; Martin che lascerà la scuola e Jon che finirà in ospedale a causa di un litigio focoso avvenuto con Salva in presenza di Daniela.

### Settima stagione
Jon sembra riprendersi dal coma, ma non ricorda niente di quello che è successo con Salva, illudendosi poi di saper camminare a causa di un sogno avvenuto poco prima. L'accesa discussione tra Salva e Daniela però gli farà ritornare la memoria, rendendolo molto cattivo nei confronti dei due. Teresa intanto diventa molto antipatica verso gli altri, anche se durante l'estate si sentiva con Roman, che intanto sembra provare qualcosa per lei. Alvaro, lasciate da perdere le vecchie storie, inizierà una rivalità con Jon, arrivando addirittura a tentare un salto mortale da una grande altezza: In quell'occasione verrà fortunatamente fermato da Arturo e da Jon stesso, mettendo fine alla loro rivalità. L'arrivo del nuovo preside, Enrique, metterà a dura prova la pazienza di tutti gli studenti e i professori, a causa della sua grande antipatia dovuta alle conformezze del suo lavoro. Yoli si candiderà alle elezioni per diventare rappresentante degli studenti, e dopo delle iniziali difficoltà dovute alle scorrettezze della sua rivale, Daniela, riuscirà ad essere eletta. Olimpia, finita la storiella con Vicente, inizierà a "Negoziare" con Enrique, da cui poi nascerà una piccola scintilla. Vicente aiuterà una donna Argentina, Sara, a rimanere in Spagna, mettendo in scena un falso matrimonio, a causa dell'assenza del permesso di soggiorno di quest'ultima, mentre Veronica inizierà a sentirsi con Xavi, il nuovo prof di arte e sostituto di Jorge, anche se la loro storia verrà ostacolata dai vari interventi di Sara e Vicente. Alma riceverà una borsa di studio per New York, ma non avendo abbastanza soldi per le spese, finirà per lavorare in un locale molto "a luci rosse". Fer e David sono finalmente tornati insieme, e dopo iniziali problemi con la madre di quest'ultimo, i due compreranno una casa insieme, in cui andrà a vivere anche Roman, che nasconderà della maria all'insaputa di Fer, che comunque lo verrà a scoprire. L'arrivo improvviso di Susana, una delle ex di David, metterà problemi tra i due, che finiranno col lasciarsi a causa del fatto che Fer fatica ad accettare la "presunta" bisessualità di David (Che farà dei sogni erotici, prima su Susana, poi su delle donne). David, pur essendo convinto di amare Fer, non riuscirà a fargli cambiare idea, e anche dopo che quest'ultimo si pentirà e vorrà stare con lui, la storia sembrerebbe essere finita, dato che David, stanco dei continui pensamenti e ripensamenti del ragazzo, deciderà di trasferirsi dal padre. Lo zurbaràn sarà in pericolo tra cui Molti studenti e alcuni professori verranno poi coinvolti in un impeto d'ira causato da Toño, uno studente che, stanco delle continue prese in giro da parte di Jon e Alvaro, farà irruzione nella scuola armato di un fucile. Durante tale evento, Veronica verrà ferita alla spalla sinistra. Jon e Salva chiariranno i loro problemi, con il pentimento del primo; Teresa tornerà amichevole, preoccupata per la madre da fuori dalla scuola; Sara e Veronica ritorneranno amiche; alvaro e alma finiranno per fare l'amore in biblioteca, e David si ricrederà quando vedrà arrivare dall'esterno Fer, venuto a salvarli. Purtroppo, il gruppo verrà intercettato, e Toño ferirà Jon e Alvaro, causando un momento di coraggio e adrenalina in Fer, che si metterà davanti allo studente armato, facendogli un discorso molto toccante. Quando tutto sembra finito, però, Alvaro tenterà di strappare dalle mani di Toño il fucile, facendo partire un colpo verso Fer, che morirà in seguito tra le braccia di un David sconvolto. Dall'evento poi passeranno due mesi, e la stagione finisce con: Sara che tornerà in Argentina; Veronica e Teresa che riallacceranno i rapporti, con quest'ultima che poi si fidanzerà con Roman; Yoli che, dopo un iniziale paranoia dovuta al non aver accettato ancora la morte di Fer (Infatti lo vedrà ancora in giro, parlandogli spesso), si alleerà con Daniela per scongiurare la vendita dello Zurbaran, mettendosi poi con Salva; Alvaro, dopo iniziali problemi per le assunzioni di steroidi, si metterà con Alma, che la smetterà di frequentare il locale; Jon cercherà di farsi perdonare da tutti, soprattutto da David; Quest'ultimo, non accettando la scomparsa di Fer, si chiuderà in se stesso, organizzando festini e frequentando altri uomini pur di dimenticarlo (Riuscirà comunque a stare in pace con se stesso, dopo aver rivisto mentalmente Fer grazie all'aiuto di Yoli); Daniela che si farà in due per farsi perdonare da tutti; Olimpia che, indignata dal comportamento di Enrique, si alleerà insieme a tutti gli altri per sventurare la chiusura. La serie finirà con tutti i personaggi davanti al liceo, intenti ad osservare l'imminente chiusura e la firma da parte di Enrique, che sembra essere dubbioso. In tale occasione molti dei vecchi alunni e professori saranno presenti per dare supporto morale a tutti (Ruth e Cabano che tornati insieme, daranno il loro conforto attraverso il telefono), tra cui Julio, Cova, Gorka, Paula, Jan, Irene, Berto, Martin, Blanca, adolfo, Clara e Altri finendo con un gran Finale.

## Episodi
| Stagione         | Episodi | Prima TV originale | Prima TV in italiano |
| ---------------- | ------- | ------------------ | -------------------- |
| Prima stagione   | 8       | 2008               | 2010                 |
| Seconda stagione | 14      | 2008               | 2010-2011            |
| Terza stagione   | 11      | 2009               | 2012                 |
| Quarta stagione  | 14      | 2009               | 2012                 |
| Quinta stagione  | 9       | 2010               | 2012                 |
| Sesta stagione   | 14      | 2010               | Inedita              |
| Settima stagione | 7       | 2011               | Inedita              |

## Personaggi e interpreti

### Personaggi principali

#### Corpo docente e personale scolastico
- Clara Yanez Mediavilla (stagioni 1-6, guest 7), interpretata da Nuria González, doppiata da Anna Cesareni.
- Olimpia Díaz Centeno (stagioni 1-7), interpretata da Ana Milán, doppiata da Monica Gravina.
- Rocco Madrona Castro (stagioni 1-5), interpretato da Bart Santana,doppiato da Edoardo Stoppacciaro.
- Blanca Román Hernández  (stagioni 1-4, guest 7), interpretata da Cecilia Freire, doppiata da Paola Majano.
- Irene Calvo Azpeolea (stagioni 1-4, guest 7), interpretata da Blanca Romero, doppiata da Daniela Calò.
- Adolfo Madrona Bermudez (stagioni 1-3, ricorrente stagione 4, guest 7), interpretato da Joaquín Climent, doppiato da Paolo Marchese.
- Félix Alonso Arenas (stagioni 1-2, guest 3, 5, 7), interpretato da Xavi Mari
- Jonathan (stagione 1), interpretato da Michel Gurfi
- Miguel Belaza Fetollini (stagione 2), interpretato da Michel Brown
- Berto Freire Carballar (stagioni 3-6, guest 2, 7), interpretato da Alex Barahona
- Martín Aguilar Novallas  (stagioni 3-6, guest 7), interpretato da José Manuel Seda, doppiato da Guido Di Naccio.
- Vicente Vaquero Castineira (stagioni 4-7), interpretato da Marc Clotet
- Thomas McCarty (stagioni 4, ricorrente stagione 3), interpretato da Mark Schardan
- Verónica Lebrón Cervantes (stagioni 5-7), interpretata da Olivia Molina
- Marina Conde (stagioni 5-6, guest 7), interpretata da Cristina Alcázar
- Jorge Lopez(stagioni 5-6), interpretato da Sergio Mur
- Arturo Ochando Villalba (stagioni 6-7), interpretato da Enrique Arce
- Enrique Lubián (stagione 7), interpretato da Fernando Andina
- Sara Pires (stagione 7), interpretata da Sabrina Garciarena
- Xavier López (stagione 7), interpretato da Juan Pablo Di Pace

#### Studenti
- Yolanda Freire Carballar (stagioni 1-7), interpretata da Andrea Duro
- Fernando Redondo Ruano (stagioni 1-7), interpretato da Javier Calvo
- Julio de la Torre Reig (stagioni 1-6, guest 7), interpretato da Gonzalo Ramos
- Paula Blasco Prieto (stagioni 1-6, guest 7), interpretata da Angy Fernández
- Ruth Gómez Quintana (stagioni 1-6, guest 7), interpretata da Úrsula Corberó
- Gorka Martínez Mora (stagioni 1-5, ricorrente stagione 6, guest 7), interpretato da Adam Jezierski
- César Cabano de Vera (stagioni 1-5, guest 7), interpretato da Maxi Iglesias
- Covadonga Ariste Espinel (stagioni 1-2, guest 3, 5-7), interpretata da Leonor Martín
- J'an Taeming (stagioni 1-2, guest 7), interpretato da Andrés Cheung
- Isaac Blasco Prieto (stagioni 1-2), interpretato da Karim El-Kerem
- Alma Nuñez Fontevilla (stagioni 3-7), interpretata da Sandra Blázquez
- David Ferrán (stagioni 3-7), interpretato da Adrián Rodríguez
- Joaquín Domínguez Palma (stagioni 3-4), interpretato da Oscar Sinela
- Violetta Cortés Calvo (stagione 3, guest 4), interpretata da Irene Sánchez
- Álvaro (stagioni 5-7), interpretato da Álex Batllori
- Teresa Parra Lebrón (stagioni 5-7), interpretata da Lucía Ramos
- Rashid Lorente Arco (stagioni 5-7), interpretato da Nasser Saleh
- Daniela Vaquero Castineira (stagioni 6-7, ricorrente stagione 5), interpretata da Lorena Mateo
- Jon Arzabal (stagioni 6-7), interpretato da Álex Hernández
- Salvador Quintanilla (stagioni 6-7), interpretato da Álex Martínez

### Personaggi ricorrenti
- Rubén de la Torre Reig (stagione 1), interpretato da Julio Soler, doppiato da Mirko Cannella.
- Francisco Cabano (stagioni 1-2), interpretato da Santiago Meléndez, doppiato da Roberto Draghetti.
- Tain Taeming (stagioni 1-2), interpretato da Carlos Wu.
- Oliver Navarro (stagioni 1-2), interpretato da Oliver Morellón.
- Carlos (stagioni 1-2), interpretato da Sergio Parralejo.
- Laura (stagioni 1-3), interpretata da Itaca Lopez Martinez.
- Mario Barrio (stagioni 1-2), interpretato da Fele Martínez, doppiato da Stefano Billi.
- Leonor "Leo" Grandes Alvarez (stagione 2), interpretata da Verónica Moral, doppiata da Sabrina Duranti.
- Alba (stagione 2, guest 3), interpretata da Carmen Sánchez.
- Hugo (stagione 2), interpretato da Adrián Marín, doppiato da Daniele Raffaeli.
- Marga (stagione 2), interpretata da Susana Martins, doppiata da Antonella Alessandro.
- Xiao-Mei (stagione 2), interpretata da Nancy Yao.
- Rodrigo Prieto (stagioni 2-3), interpretato da Carlos Velasco, doppiato da Enrico Chirico.
- Lucía Prieto (stagione 3), interpretata da Miriam Giovanelli, doppiata da Valeria Vidali.
- Erica (stagione 3), interpretata da Aura Garrido.
- Matilde Mora (stagioni 1-4), interpretata da Arantxa Aranguren, doppiata da Anna Cugini.
- Marisa Castro (stagioni 2-4), interpretata da María Casal, doppiata da Daniela Nobili.
- Andrea (stagione 4), interpretata da Aída de la Cruz, doppiata da Laura Amadei.
- Alonso de la Torre (stagioni 4-5), interpretato da Jaime Pujol, doppiato da Gianni Bersanetti.
- Sandra (stagione 5), interpretata da Marina Gatell, doppiata da Laura Cosenza.
- Dolores "Loli" Prieto (stagioni 1-6), interpretata da Teresa Arbolí, doppiata da Patrizia Burul.
- Luis Parra (stagioni 5-6), interpretato da Isaak Férriz, doppiato da Andrea Lavagnino.
- Ricardo López (stagione 6), interpretato da Ramiro Blas.
- Diego (stagione 6), interpretato da Isole Diego Ramírez.
- Borja (stagione 6), interpretato da Israel Rodríguez.
- Fatima (stagione 6), interpretata da Farah Hamed.
- Susana (stagione 7), interpretata da Andrea Dueso.
- Toño (stagione 7), interpretato da Victor Palmero.

## Produzione
La prima stagione consta di 18 personaggi regolari e include gli 8 professori: Nuria González (Clara Yanes), Ana Milán (Olimpia Dìaz), Joaquín Climent (Adolfo Madrona), Xavi Mira (Fèlix Alonso), Blanca Romero (Irene Calvo), Cecilia Freire (Blanca Romàn), Bart Santana (Rocco Madrona) e infine Michel Gurfi (Jonathan). Gli studenti del cast regolare sono 10: Karim El-Kerem (Isaac Blasco), Leonor Martín (Cova Ariste), Maxi Iglesias (Cèsar Cabano), Andrés Cheung (Jan Taeming), Úrsula Corberó (Ruth Gòmez), Gonzalo Ramos (Julio de la Torre), Adam Jezierski (Gorka Martìnez), Angy Fernández (Paula Blasco), Javier Calvo (Fer Redondo) e Andrea Duro (Yoli Freire). Tuttavia il personaggio di Jonathan viene ben presto ridimensionato e lascia la serie dopo appena i primi quattro episodi.
Dopo il grande successo della prima stagione, che si è conclusa il 31 marzo 2008, Antena 3 ha annunciato le riprese di una nuova stagione, con più episodi e alcuni cambiamenti nel cast. Al posto di Gurfi, subentra nel cast Michel Brown nel ruolo di Miguel Belaza, il professore di teatro e fa la sua prima apparizione Álex Barahona nel ruolo di Berto Freire, fratello di Yoli il cui personaggio acquisterà maggior rilievo in seguito; di contro, lasciano la serie al termine della stagione il nuovo arrivato Michel Brown (Miguel), Karim El-Kerem (Isaac) e Andrès Cheung (Jan). Xavi Mira (Felix) lascia invece la serie dopo l'ottavo episodio della stagione, tornando in seguito per delle apparizioni sporadiche.
La seconda stagione ha debuttato il 4 settembre 2008 e si è conclusa l'8 dicembre dello stesso anno.
La terza stagione è andata in onda dal 13 aprile al 22 giugno 2009 ed ha incluso nel cast nuovi personaggi: tra gli studenti Óscar Sinela nel ruolo di Quino Domínguez, Sandra Blázquez (Alma Núñez), e Irene Sánchez (Violetta Cortès), mentre per i professori arriva José Manuel Seda nel ruolo di Martìn Aguilar. Leonor Martin (Cova) lascia la serie dopo il secondo episodio della stagione. Torna anche l'attore Álex Barahona che vede il suo ruolo di Berto notevolmente ampliato all'interno della storia; appare inoltre, a partire dal quinto episodio della stagione, Adrián Rodríguez nel ruolo di David Ferràn.
La quarta stagione è andata in onda dal 22 settembre al 16 dicembre 2009 ed il cast è stato nuovamente rivoluzionato (seppure in minima parte); Adriàn Rodrìguez (David Ferràn) e Álex Barahona (Berto Freire) vengono aggiunti al cast regolare così come il nuovo personaggio del professore Vicente Vaquero interpretato da Marc Clotet; Irene Sànchez (Violetta Cortès) lascia la serie dopo il terzo episodio della stagione e Joaquín Climent (Adolfo) dopo il sesto episodio, mentre al termine se ne vanno Blanca Romero (Irene), Cecilia Freire (Blanca) e Óscar Sinela (Quino).
La quinta stagione è andata in onda dall'11 maggio al 6 luglio 2010 ed il cast è stato qui notevolmente sconvolto: per i professori arrivano Cristina Alcázar nel ruolo di Marina Conde, Olivia Molina (Verónica Lebrón) e Sergio Mur (Jorge); per gli studenti invece c'è l'ingresso di Lucía Ramos nel ruolo di Teresa Parra, Álex Batllori (Álvaro) e Nasser Saleh (Rashid 'Román' Lorente), ovvero tre studenti del primo anno. Adam Jezierski (Gorka) partecipa solo al primo e all'ultimo episodio della stagione, mentre, negli ultimi due episodi, viene introdotto il personaggio di Daniela Vaquero interpretato da Lorena Mateo la quale diventerà un personaggio importante in seguito. Nell'ultimo episodio di stagione torna Leonor Martìn nel ruolo di Cova. Maxi Iglesias (Cabano) e Bart Santana (Rocco) lasciano la serie al termine della stagione.
La sesta stagione è andata in onda dal 15 settembre al 14 dicembre 2010 e nuovi cambi nel cast sono: tra gli studenti arrivano Álex Hernández nella parte di Jon e Álex Martínez (Salva Quintanilla) mentre tra i professori Enrique Arce (Arturo Ochando Villalba). Lorena Mateo viene aggiunta al cast regolare nel ruolo di Daniela Vaquero mentre Gonzalo Ramos (Julio) lascia la serie dopo il secondo episodio della stagione, Álex Barahona (Berto) dopo il terzo, e Nuria González (Clara) lascia invece dopo l'undicesimo episodio. Leonor Martin (Cova) compare nei primi due episodi mentre Adam Jezierski (Gorka) torna negli ultimi due per dare un epilogo alla sua storyline con Paula; al termine della stagione lasciano la serie Angy Fernández (Paula), Úrsula Corberó (Ruth), José Manuel Seda (Martìn), Cristina Alcázar (Marina) e Sergio Mur (Jorge).
La settima stagione è andata in onda dal 5 maggio al 13 giugno 2011 e fu l'ultima per la serie che venne cancellata visto anche il calo d'ascolti subito rispetto alle prime annate del telefilm; gli ultimi cambi nel cast vedono solamente l'aggiunta di tre nuovi professori interpretati da Fernando Andina (Enrique Lubián), Sabrina Garciarena (Sara Pires) e Juan Pablo Di Pace (Xavi López). Le vicende della serie si chiudono al termine di quest'ultimo ciclo e, per l'occasione, nell'episodio finale della serie tornano diversi personaggi che hanno fatto la storia del telefilm ovvero: Nuria González (Clara), Joaquín Climent (Adolfo), Cecilia Freire (Blanca), Blanca Romero (Irene), Xavi Mira (Félix), Leonor Martin (Cova), Andrés Cheung (Jan), Adam Jezierski (Gorka), Gonzalo Ramos (Julio), Maxi Iglesias (Cabano), Úrsula Corberó (Ruth), Angy Fernández (Paula), José Manuel Seda (Martìn), Álex Barahona (Berto) e infine Cristina Alcázar (Marina).

## Musica
Per la prima stagione della serie la musica della breve intro è ricavata dal brano "Los Dìas" eseguita dal gruppo Cinco de Enero; dalla seconda stagione in avanti viene utilizzata una vera e propria sigla di testa con i nomi di tutti gli attori interpreti dei personaggi principali: il brano si intitola "Fisica o Quimica" e viene eseguito dal gruppo Despistaos fino al termine della quarta stagione e in seguito di nuovo per la settima; nella quinta viene utilizzata una versione realizzata dal gruppo El Sueño de Morfeo mentre nella sesta infine il brano viene cantato dall'attrice Angy Fernández che nel telefilm interpreta Paula.
La musica strumentale della serie è eseguita principalmente dal gruppo Cinco de Enero, band creata appositamente per la serie; un altro brano utilizzato spesso durante il telefilm è una versione lenta eseguita al pianoforte della sigla; da notare anche la partecipazione nella colonna sonora degli artisti italiani Laura Pausini e Nek.

## Distribuzione
La distribuzione italiana della serie è avvenuta grazie alla Publispei nella persona di Verdiana Bixio il quale ha acquistato la serie su richiesta di Rai 4 per volontà del direttore di rete Carlo Freccero; inizialmente sono state acquistate solo le prime due stagioni per testare l'eventuale gradimento del pubblico e l'edizione italiana venne affidata alla società di doppiaggio LaBibi.it con direzione del doppiaggio di Paola Majano. Il riscontro degli episodi fu ottimo e si creò una forte "fan base" su internet, insieme anche a diverse polemiche da alcuni associazioni per i toni espliciti del telefilm. Dopo la scomparsa di Bixio, fu Luca Zesi (sempre per conto della Publispei) ad acquistare la terza, quarta e quinta stagione della serie che vennero sempre trasmesse in prima visione su Rai 4 nel 2012 e il cui doppiaggio venne realizzato nuovamente da "la BiBi.it" con direzione di Paola Majano e Monica Gravina.

## Controversie
Questa serie è stata causa di una polemica in Italia. L'associazione cattolica AIART ha esposto perplessità riguardo all'orario nel quale Fisica o chimica viene trasmesso dall'emittente Rai 4 (a partire dalle 13.40) perché i personaggi sono inseriti in un contesto «a base di sesso, droga e trasgressione». Inoltre l'associazione sostiene che la serie induce «al "sesso spinto", all'omosessualità» il pubblico giovane di quella fascia oraria. Il direttore di Rai 4 Carlo Freccero risponde sostenendo di avere rispettato le regole, mentre l'associazione gli ricorda gli orari della fascia protetta.
La polemica, però, viene nuovamente accesa dal giornalista Francesco Borgonovo del quotidiano Libero che in un articolo del 14 marzo 2012 pubblica un duro articolo di critica alla serie intitolato «Porno Rai in fascia protetta: droga, sesso, ammucchiate». Ne segue una telefonata tra il giornalista e il responsabile del canale in cui lo stesso Freccero assume toni aspri e sopra le righe; Libero successivamente pubblicherà la telefonata sulla propria piattaforma audiovideo. Borgonovo ha successivamente dichiarato di parlare a titolo personale e il direttore generale della Rai Lorenza Lei ha definito insinuazioni gli attacchi della telefonata minacciosa di Freccero. Quest'ultimo alla fine è stato sospeso nell'aprile 2012 per 10 giorni dalle sue attività.